# Artiom Timofeïev (football)
Artiom Andreïévitch Timofeïev (en russe : Артём Андреевич Тимофеев) est un footballeur russe né le 12 janvier 1994 à Saratov. Il évolue au poste de milieu de terrain à l'Akhmat Grozny.

## Biographie
Natif de Saratov, Artiom Timofeïev évolue durant sa jeunesse au sein des équipes de jeunes de l'équipe locale du Sokol Saratov avant de rejoindre en 2006 le centre de formation du Spartak Moscou puis du Tchertanovo Moscou à partir de 2010. Il retourne finalement au Spartak en 2012 où il signe son premier contrat professionnel et intègre dans un premier temps le club-école Spartak-2, disputant son premier match professionnel le 30 juillet 2013 à l'occasion d'une rencontre de troisième division contre le Vitiaz Podolsk. Il dispute son premier match en équipe première moins d'un mois plus tard en débutant un match de qualification pour la Ligue Europa contre le FC Saint-Gall. Il doit cependant attendre le 15 mars 2015 pour faire ses débuts en première division contre le Dynamo Moscou.
Timofeïev intègre pleinement l'effectif premier à partir de l'exercice 2016-2017, apparaissant régulièrement sur le banc des remplaçants, bien que ne disputant que cinq matchs en tout et évoluant encore en parallèle avec le Spartak-2. Il apparaît ensuite lors des premiers matchs de la saison 2017-2018 avant de subir une rupture de ligament croisé dès le début du mois d'août 2017 qui le tient éloigné des terrains pendant une grande partie de la saison,. Il fait finalement son retour au mois d'avril 2018 en jouant les quatre derniers matchs de championnat.
Le début d'exercice 2018-2019 voit Timofeïev occuper principalement un poste de remplaçant, apparaissant de manière irrégulière en championnat ou en Ligue Europa, bien qu'en profitant pour inscrire son premier but le 7 octobre 2018 face au Ienisseï Krasnoïarsk. Dans ce contexte, il est finalement prêté au Krylia Sovetov Samara pour le reste de la saison, disputant douze rencontres et marquant un but tandis qu'il aide le club à se maintenir en première division. Son prêt est par la suite prolongé dans le cadre de la saison 2019-2020. Il est ensuite prêté à l'Akhmat Grozny pour l'exercice suivant, club qu'il rejoint par la suite de manière définitive à l'été 2021.

## Statistiques
| Saison                | Club                         | Championnat           | Championnat | Championnat | Coupe(s) nationale(s) | Coupe(s) nationale(s) | Compétition(s) continentale(s) | Compétition(s) continentale(s) | Compétition(s) continentale(s) | Total | Total |
| Saison                | Club                         | Division              | M.          | B.          | M.                    | B.                    | Comp.                          | M.                             | B.                             | M.    | B.    |
| 2013-2014             | Spartak-2 Moscou             | D3                    | 11          | 0           | -                     | -                     | -                              | -                              | -                              | 11    | 0     |
| 2014-2015             | Spartak-2 Moscou             | D3                    | 5           | 1           | -                     | -                     | -                              | -                              | -                              | 5     | 1     |
| 2015-2016             | Spartak-2 Moscou             | D2                    | 27          | 0           | -                     | -                     | -                              | -                              | -                              | 27    | 0     |
| 2016-2017             | Spartak-2 Moscou             | D2                    | 13          | 2           | -                     | -                     | -                              | -                              | -                              | 13    | 2     |
| 2017-2018             | Spartak-2 Moscou             | D2                    | 1           | 0           | -                     | -                     | -                              | -                              | -                              | 1     | 0     |
| Sous-total            | Sous-total                   | Sous-total            | 57          | 3           | -                     | -                     | -                              | -                              | -                              | 57    | 3     |
| 2013-2014             | Spartak Moscou               | D1                    | -           | -           | -                     | -                     | C3                             | 1                              | 0                              | 1     | 0     |
| 2014-2015             | Spartak Moscou               | D1                    | 3           | 0           | -                     | -                     | -                              | -                              | -                              | 3     | 0     |
| 2015-2016             | Spartak Moscou               | D1                    | -           | -           | -                     | -                     | -                              | -                              | -                              | 0     | 0     |
| 2016-2017             | Spartak Moscou               | D1                    | 5           | 0           | -                     | -                     | -                              | -                              | -                              | 5     | 0     |
| 2017-2018             | Spartak Moscou               | D1                    | 8           | 0           | -                     | -                     | -                              | -                              | -                              | 8     | 0     |
| 2018-2019             | Spartak Moscou               | D1                    | 7           | 1           | 3                     | 0                     | C1+C3                          | 1+4                            | 0                              | 15    | 1     |
| Sous-total            | Sous-total                   | Sous-total            | 23          | 1           | 3                     | 0                     | -                              | 6                              | 0                              | 32    | 1     |
| 2018-2019             | Krylia Sovetov Samara (prêt) | D1                    | 12          | 1           | -                     | -                     | -                              | -                              | -                              | 12    | 1     |
| 2019-2020             | Krylia Sovetov Samara (prêt) | D1                    | 21          | 0           | 1                     | 0                     | -                              | -                              | -                              | 22    | 0     |
| 2020-2021             | Akhmat Grozny (prêt)         | D1                    | 26          | 3           | 4                     | 0                     | -                              | -                              | -                              | 30    | 3     |
| 2021-2022             | Akhmat Grozny                | D1                    | 27          | 2           | -                     | -                     | -                              | -                              | -                              | 27    | 2     |
| 2022-2023             | Akhmat Grozny                | D1                    | 16          | 4           | 3                     | 0                     | -                              | -                              | -                              | 19    | 4     |
| Sous-total            | Sous-total                   | Sous-total            | 102         | 10          | 8                     | 0                     | -                              | -                              | -                              | 110   | 10    |
| Total sur la carrière | Total sur la carrière        | Total sur la carrière | 182         | 14          | 11                    | 0                     | -                              | 6                              | 0                              | 199   | 14    |